# اوتی‌پی
اوتی‌پی (انگلیسی: OTP Ingatlanpont) شرکت املاک مجارستانی است، که در سال ۲۰۱۱ تأسیس شد.